# Казанківський історичний музей
Казанківський історичний музей — заснований 1974 року як громадський у смт Казанка (Казанківський район Миколаївської області. Від 1976 — народний. Представлено понад 26 тис. експонатів, які розкривають історію Казанки та району. Зберігаються фотокартки з життя Казанківщини, спогади очевидців голодомору 1932–33, ветеранів Другої світової війни. Музейні працівники проводять конференції, виставки, зустрічі з видатними діячами, вікторини, надають консультації, допомогу громад. музеям, популяризують історію краю. Функціонує клуб «Патріот Казанківщини», члени якого — учні старших класів — залучені до збирання музейних матеріалів, виявлення місць масових убивств гітлерівцями під час 2-ї світової війни. Директор — О. Пойда.